# Thomas Dinkelmann

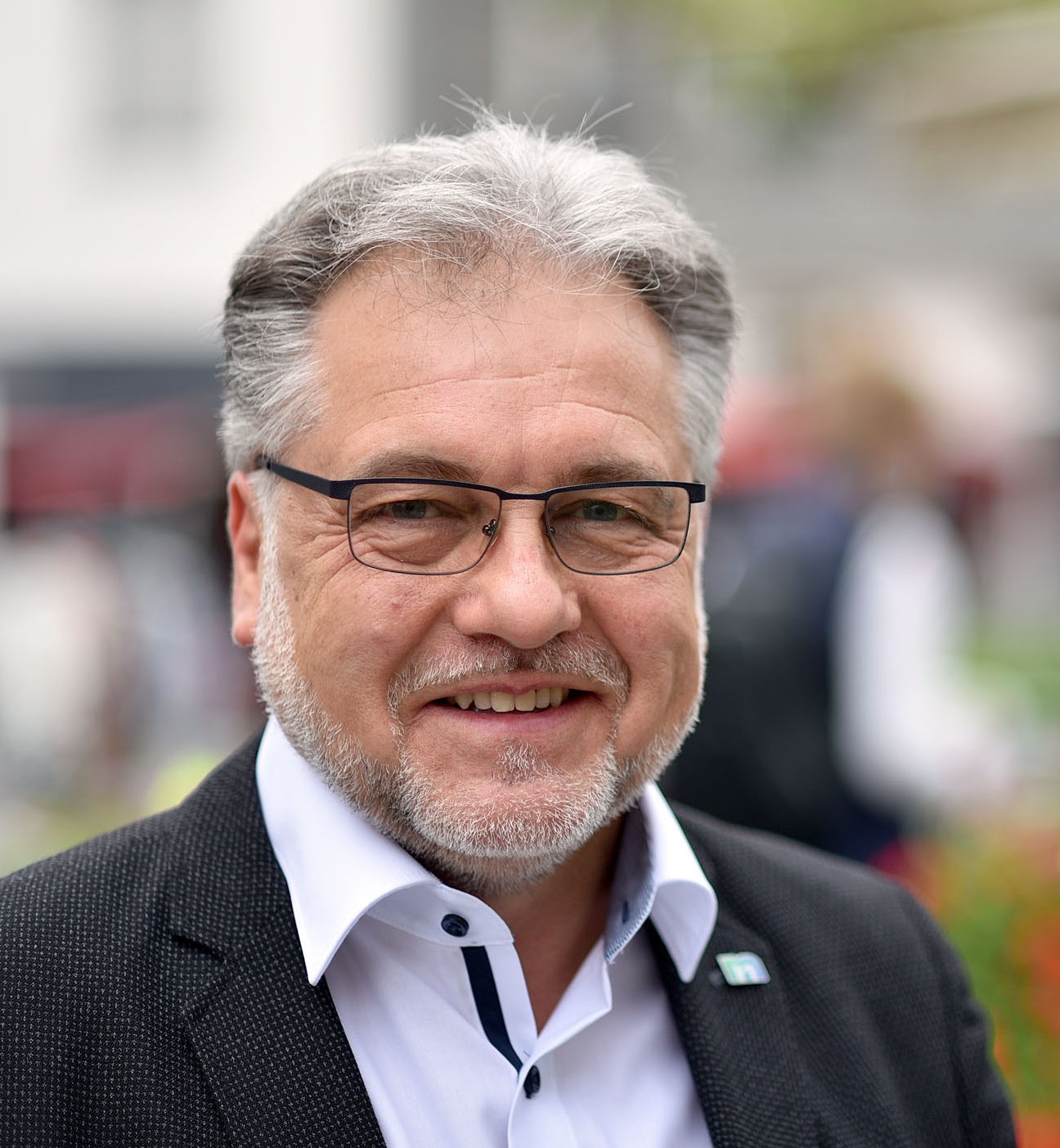
Thomas Dinkelmann

Thomas Dinkelmann (* 13. Dezember 1959 in Melle) ist ein deutscher Geologe und Politiker (parteilos, ehemals SPD). Von 2015 bis 2020 amtierte er als Bürgermeister der nordrhein-westfälischen Kreisstadt Mettmann.

## Leben und Werdegang
Dinkelmann wurde im niedersächsischen Melle geboren. Nach dem Abitur in Bünde studierte er Geologie und Paläontologie an der Westfälischen Wilhelms-Universität Münster und schloss das Studium als Diplom-Geologe ab. Von 1988 bis 1989 arbeitete Dinkelmann für die Stadtverwaltung Leverkusen im Umweltdezernat und wechselte 1989 zum Kreis Mettmann. Dort war er unter anderem als Leiter der Unteren Bodenschutzbehörde und stellvertretender Leiter des Umweltamtes tätig.
Von 2002 bis 2008 war Dinkelmann Vorsitzender der SPD im Kreis Mettmann. Zur Landtagswahl 2005 trat Dinkelmann als Spitzenkandidat der SPD für den Wahlkreis Mettmann II an, unterlag aber dem CDU-Kandidaten Harald Giebels. Im Jahr 2009 trat Dinkelmann aus der SPD aus. Bei der Bürgermeisterwahl in Mettmann 2009 trat Dinkelmann als parteiloser Kandidat an und unterlag dem CDU-Kandidaten Bernd Günther. Bei der Bürgermeisterwahl in Mettmann 2015 konnte sich Dinkelmann erfolgreich gegen den CDU-Kandidaten Norbert Danscheidt durchsetzen und wurde in einer Stichwahl mit 67,5 % der Stimmen zum Bürgermeister gewählt. Am 27. September 2020 unterlag er in einer Stichwahl mit 42,3 % der Stimmen seiner von CDU und SPD unterstützten Herausforderin Sandra Pietschmann.
Dinkelmann lebt in Mettmann.